# BelWü

Logo des Hochschulnetzes

BelWü (Baden-Württembergs erweitertes LAN, eng. extended lan) ist das Datennetz der wissenschaftlichen Einrichtungen des Landes Baden-Württemberg.
Es verbindet die neun Universitäten des Landes, mehr als 25 Hochschulen sowie zahlreiche weitere Institutionen über ein modernes, regionales Glasfasernetz. Die Organisation und Koordination von BelWü obliegt der Universität Stuttgart. 

## Services
- Anschluss an das BelWü
- Internetanschluss
- Punkt-zu-Punkt-Verbindung
- Timeserver
- E-Mail
- Nameserver
- Domains
- LVN-Zugang
- Filetransfer (F*EX)
- Notfall-Server
- Local Internet Registry
- Security-Dienste

## Geschichte / Konzept
BelWü wurde 1987 gegründet und entwickelte sich schnell zu einem landesweiten Netzwerk, das Hochschulen, Forschungseinrichtungen und Schulen in Baden-Württemberg miteinander verbindet. Es begann mit der ersten Vorläufer-Breitband-Netz-Strecke 1988 und der schrittweisen Erweiterung des Netzes, einschließlich der Einführung von IP über das WIN-Netz (1990) und der Anbindung von Fachhochschulen und Schulen. In den folgenden Jahren wurde das Netzwerk kontinuierlich ausgebaut, mit schnellen Verbindungen wie 100 Gbit/s ab 2018 und der Einführung von IPv6. 

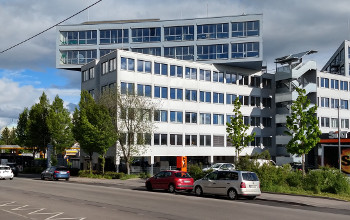
BelWü-Koordination - Industriestr. 28

Heute bietet BelWü vielfältige Dienste, darunter Webhosting, Spam- und Virenschutz, sowie eine stabile Infrastruktur für die Bildungseinrichtungen des Landes. 
Das Kernziel besteht darin, diese Rechenzentren als eine einheitliche DV-Versorgungseinheit gegenüber wissenschaftlichen Nutzern und Einrichtungen darzustellen, während die Eigenständigkeit der Universitätsrechenzentren gewahrt bleibt.

## Zukunft
Alle Hochschulen, ein Großteil der Schulen (3.200) und viele schulnahe Einrichtungen wie Landeseinrichtungen, Berufsbildungswerke und Fachseminare sind angebunden (Stand Anfang 2021). Während der Corona-Pandemie wuchs die Anzahl der angeschlossenen Einrichtungen sowie die Zahl der täglichen Benutzer gleichzeitig mit den Anforderungen deutlich.

## Kritik
Für heftige Kritik sorgte im April 2021 die Ankündigung des Endes von BelWü für Schulen durch die scheidende baden-württembergische Landesregierung mit Kultusministerin Susanne Eisenmann und Wissenschaftsministerin Theresia Bauer. Bestehende Moodle-Instanzen der Schulen sollen mit allen Inhalten gelöscht werden, und das Kultusministerium möchte dafür privatwirtschaftliche Anbieter zum Zug kommen lassen. Um Internetzugang und Webhosting muss sich künftig jede Schule selbst kümmern. Als Grund nannte das Kultusministerium das ab 2023 geltende neue Vergabe- und Steuerrecht, wobei ein Sprecher des Kultusministeriums einräumte: „Gänzlich unmöglich machten die Vorgaben einen Schul-IT-Betrieb vielleicht nicht.“
Außerdem sei beim BelWü bereits seit 2019 eine „Refokussierung“ auf die Hochschulen und Kapazitätsengpässe geplant gewesen.

## Peerings
BelWü unterhält zahlreiche Peering-Verbindungen an Internet Exchanges sowie private Peerings mit verschiedenen Netzbetreibern. Das Netz besitzt den ASN 553.

### Private Peerings
BelWü pflegt dedizierte Verbindungen zu Unternehmen und Institutionen wie Google, Meta, Apple, Telefonica Germany, SWITCH und mehreren Universitäten und Rechenzentren in Frankfurt, Stuttgart, Heidelberg und weiteren Städten.

### Peering an Internet Exchanges
BelWü peert an bedeutenden Internet Exchanges wie dem Stuttgart IX, BW-IX Karlsruhe, ECIX und DE-CIX in Frankfurt. 
Zu den Partnern gehören große Anbieter wie Google, Akamai, Microsoft, Netflix, Amazon, Apple und viele weitere internationale Unternehmen.
Diese Peerings sichern eine leistungsfähige und stabile Netzwerkinfrastruktur.